# 沙遜洋行
沙遜洋行是一家19世纪中期成立的贸易公司。

## 历史
由伊利亞斯·大衛·沙遜創立於1850年的洋行，脫離家族(舊)沙遜洋行，專注業務於中國及香港，傳至維克多·沙遜一代因中共建政而倒閉，曾經於中國擁有華懋飯店。
香港上海滙豐銀行創行股東之一。

## 著名人物
- 何世光 - 曾任買辦

## 著名物业
- 和平饭店
- 长江公寓